# Грозная
Крепость Грозная — административный и стратегический центр левого фланга Кавказской линии, в долине реки Сунжа, основана в 1818 году. Являлась важным звеном Сунженской укрепленной линии, основным назначением крепости являлось блокирование Ханкальского ущелья, служила местом пребывания начальника левого фланга и сборным пунктом военных отрядов, направлявшихся в период Кавказской войны вглубь Чечни.

## Предыстория
Одна из экспедиций, направленных на установление контроля над входом в Ханкальское ущелье, предпринимается российскими войсками в 1807 году. В начале 1807 года русские войска тремя колоннами вступают в Чечню по направлению к Ханкальскому ущелью: под командованием генерала от инфантерии С. А. Булгакова, командира Владикавказского гарнизонного полка генерал-майора графа И. К. Ивелича и генерал-лейтенанта П. К. Мусина-Пушкина.
Ханкальское укрепление именуемое линейными казаками как Железные ворота в результате упорного 10-часового штурма, сопровождавшегося большими потерями со стороны российской армии, было занято 16-м егерским полком которым командовал генерал П. Г. Лихачёв. Однако этот поход не принёс ожидаемого результата, горцы продолжали контролировать территорию предгорья.

## Назначение
Крепость Грозную возвели в стратегически важном месте: недалеко от Ханкальского ущелья, примерно в 6 верстах от главного входа в ущелье. В 1817 году оборонительная линия была выдвинута с Терека на Сунжу. Крепость расположили таким образом, чтобы перекрывать вход в Ханкальское ущелье (урочище Хан-Кале). По Алханчуртской долине с севера на запад проходила древняя Черкасская дорога, которая связывала Чёрное море с Каспийским, а Крым — с Дагестаном и Персией. В тот период в её окрестностях располагалось около двадцати чеченских хуторов и аулов. С августа 1820 года крепость становится главным пунктом дислокации полков и бригад отдельного Кавказского корпуса, основным назначением которой являлось блокирование Ханкальского ущелья. В период Кавказской войны в крепости находился главный операционный штаб левого фланга Кавказской линии.

## Основание

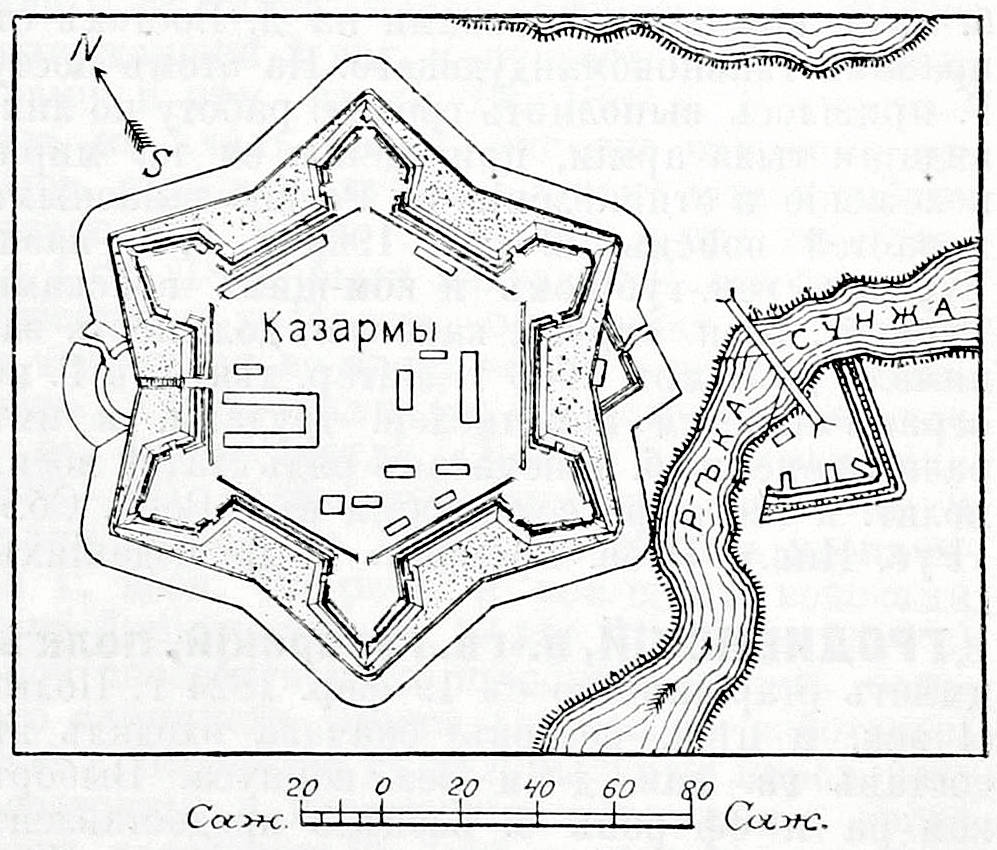
Карта-схема крепости (1911)

В 1818 году генерал от инфантерии А. П. Ермолов предписал основать русский форпост на Северном Кавказе — крепость Грозную. Она была заложена 22 июня 1818 года между двумя невысокими хребтами. Пять тысяч русских солдат возвели крепость за 4 месяца. Это место тогда считалось самой «горячей» точкой на Северном Кавказе, поэтому и крепость назвали Грозной. Строительством крепости Грозной руководил обер-квартирмейстер Кавказского корпуса подполковник Е. И. Верховский и его помощник Н. И. Цылов. Крепость представляла собой правильный шестиугольник, окружённый глубоким рвом шириной 20 метров. Каждый угол шестиугольника являлся бастионом, на котором стояли две пушки. Крепостной вал представлял собой земляную насыпь чуть выше человеческого роста, укреплённую палисадами. От главных ворот через ров был переброшен мост в направлении станицы Червлённая. Расстояние между противоположными валами крепости составляло 400—500 метров. Основными строительными материалами для возведения крепости и служебных зданий служили саман и дерево.

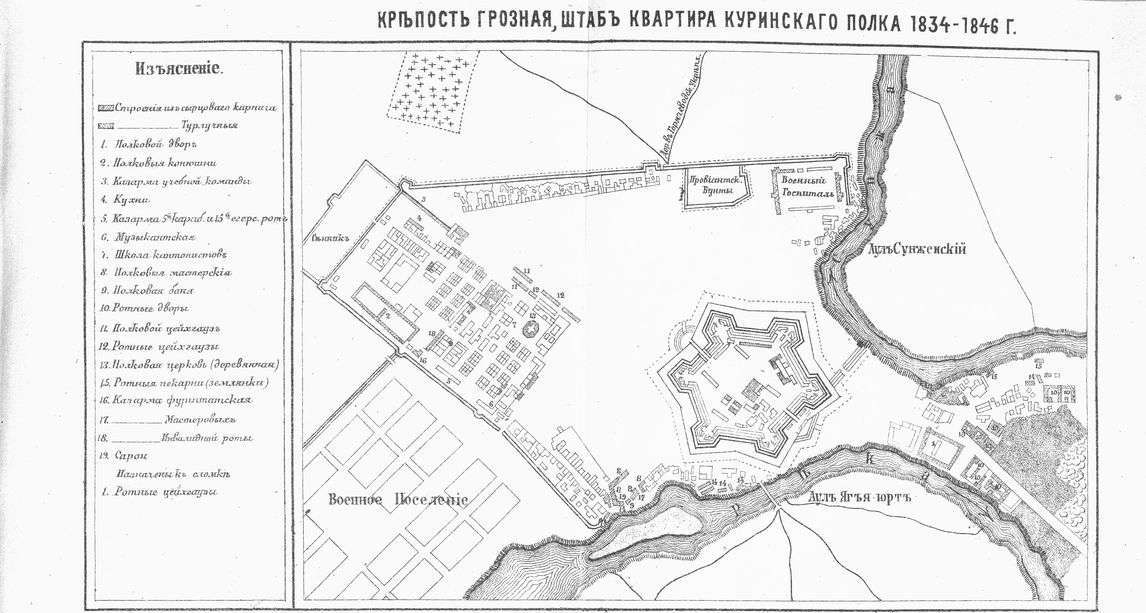
Крепость Грозная, штаб квартира Куринского полка 1834—1846 год

По этому поводу А. П. Ермолов пишет в своих «Записках»:
Длившиеся кряду три недели проливные дожди и чрезвычайно холодная погода мешали нам приступить не только к работе по строительству крепости, но даже к приготовлению нужных для того материалов и к начертанию укрепления. С установлением хорошей погоды приступили к немедленной постройке крепости, в которой позже был помещен полковой штаб расположенного в этом крае 43-го егерского полка и назначено всегдашнее пребывание начальника всех войск, находящихся на левом фланге. При начале работ не проходило ни одного дня без перестрелки: за дровами, даже за водою обязаны были отправлять немалые команды с пушкою. Наконец правый берег Сунжи был очищен от леса и кустарника, его покрывавшего; на левом возвышались бастионы крепости Грозной; через реку устроен мост, прикрытый тет-де-понтом. Крепость начали укреплять глубоким рвом и валом, по всем дорогам выставили караулы и пикеты.
Возведение крепости для военных сопровождалось постоянными стычками и нападениями со стороны горцев.

## Описание

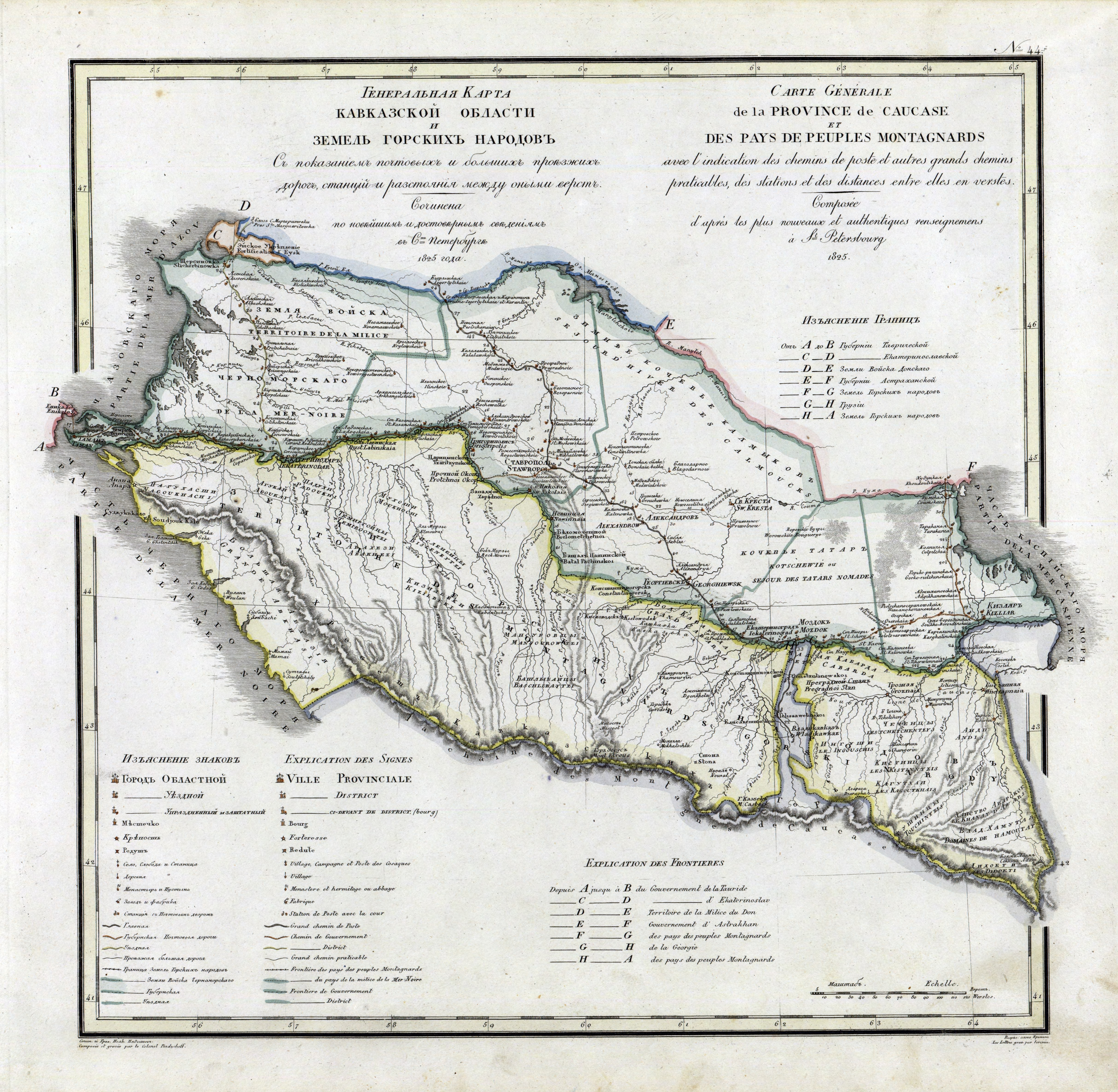
Крепость Грозная на карте Кавказской области и Земли Горских Народов (1825)

Крепость Грозная в начале представляла собой несколько оборонительных сооружений крепостной стены, земляного укрепления, состоящее из глубокого, двадцати метровой ширины, рва и высокого земляного вала. Грозная была выстроена по всем правилам военного сооружения, правильный шестиугольник, имевший в поперечнике пятьсот метров. Каждая сторона шестиугольника предназначалась фронтом для одного батальона пехоты, а каждый выдвинутый вперед угол шестиугольника-бастионом для двух орудий. От основных ворот через ров был перекинут мост на дорогу. Крепость понемногу застраивалась пороховыми погребами, цейхгаузами, складами. В ней появились оборонительные казармы, гауптвахта, церковь.
В первой половине XIX века, крепость, всё ещё была хорошо укреплена и использовалась по своему военному назначению. В ней нес службу Грозненский гарнизон (более 3 тысяч солдат и офицеров), состоявший из 43-го Егерского, Казанского, Московского, Бутырского, Тарутинского, Бородинского и других пехотных полков, рот и эскадронов, 12 и 22 артиллерийских бригад, команд Моздокского и Гребенского казачьих полков; 40-50 различных орудий артиллерии и полковых пушек. В крепости располагался артиллерийский парк с большим числом боевых зарядов (ядер, картечи, гранат), винтовочного, ружейного, мушкетного, пушечного пороха и других боеприпасов. Там же находился склад провианта, снабжавший продовольствием гарнизон и проходившие войска. Он располагал запасами провизии для годового содержания 6 тысяч человек и был самым крупным на левом фланге Кавказской линии. Возле крепости располагался военный лагерь, в лагере была последняя стоянка (привал) по пути войсковых частей совершавших экспедиции вглубь Чечни.
Михаил Лермонтов в своём романе «Герой нашего времени» описывает крепость Грозную следующим образом:
«Крепость наша стояла на высоком месте, и вид с вала был прекрасный: с одной стороны — широкая поляна, изрытая бесконечными балками, заканчивалась лесом, который тянулся до самого хребта гор. Кое-где на ней дымились аулы, ходили табуны. С другой стороны бежала мелкая речка, к ней примыкал частый кустарник, покрывавший кремнистые возвышенности, которые соединялись с главной цепью Кавказа. Мы сидели на углу бастиона, так что в обе стороны могли видеть всё».

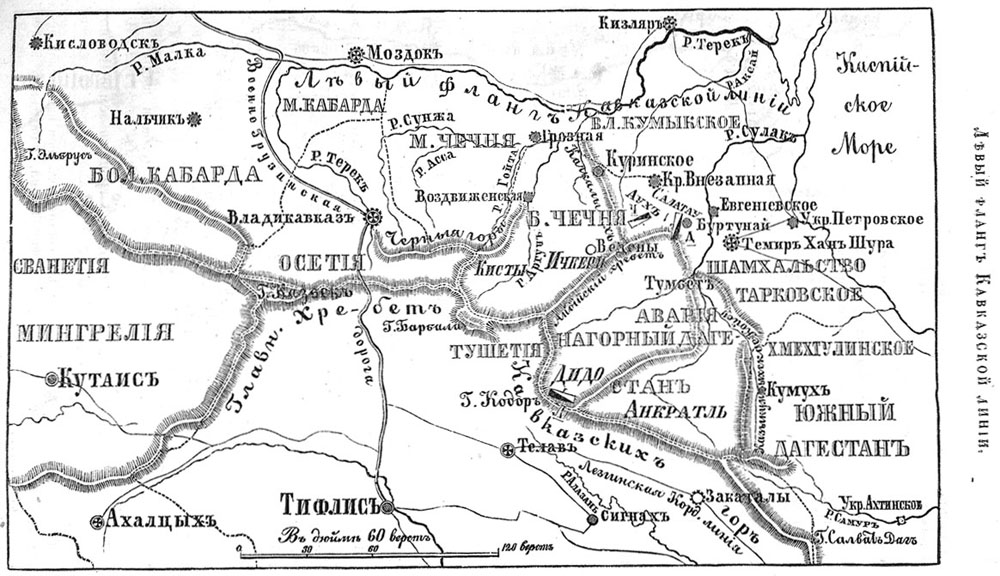
Крепость Грозная на карте левого фланга Кавказской линии (1858)

Понемногу к женатым солдатам переселялись их семьи, территория крепости начала застраиваться домами, так появлялись поселения.
В северо-западной части крепости «Грозная» с 1820 года начал формироваться такой посёлок. Он был окружен рвом и валом, защищен пушками. Его улицам давались наименования полков военного гарнизона. В 1831 году в Грозной открыли госпиталь на 300 человек. С юго-западной стороны крепости была площадь, которая служила для военных сборов, учений, и смотровых парадов войск. В 1839 году на ней был построен большой военный собор — церковь. В то время к цитадели уже примыкал форштадт (предместье), где поселяли семьи солдат нижних чинов Куринского полка, которые были переселены на юго-запад от крепости всего 154 семьи, посёлок в последующем стал станицей Грозненской. Во второй половине XIX на территории крепости были построены большие казармы и канцелярии для дислоцированных полков. В 1850 году в Грозной была проведена первая ярмарка, на которую приехало не менее 500 повозок горцев.

## Известные люди, побывавшие в крепости

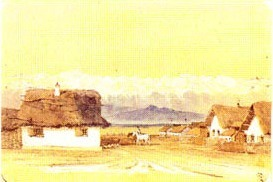
Военное поселение у крепости Грозной. Акварель А. П. Дьяконова, 1830-е

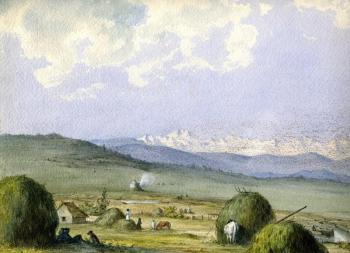
В. В. Фохт. Крепость Грозная, 1840-е

При императоре Александре I крепость Грозная предназначалась также местом ссылки неугодных, политически неблагонадежных людей. В кандалах, под конвоем начиная с 1826 года в Грозную стали прибывать осужденные декабристы. В частности, на Кавказ было выслано более 70 декабристов, многие из которых попали в крепость Грозную — среди них Б. А. Бодиско, Н. Н. Оржицкий, Н. Р. Цебриков, А. А. Бестужев, В. А. Дивов, В. С. Толстой. В 1837 году, после отбытия 12-летней каторги, некоторых декабристов из Сибири также перевели на Кавказ. Это были Н. И. Лорер, В. Н. Лихарев, А. И. Черкасов, А. И. Вегелин, М. А. Назимов и другие.
Весной 1837 года Л. С. Пушкин брат поэта А. С. Пушкина проходил службу в крепости Грозной в составе Гребенского казачьего полка. Принимал участие в экспедициях в большую Чечню.
Крепость Грозная сыграла в истории Кавказа роль не только военной цитадели, но и проводника прогрессивной русской культуры. В крепости побывали известные писатели и поэты русской литературы — Л. Н. Толстой, М. Ю. Лермонтов, А. И. Полежаев, А. А. Бестужев-Марлинский, А. С. Грибоедов.
В октябре 1850 года крепость посетил наследник российского престола 32-летний Александр Николаевич. В честь его приезда в крепости были выстроены «Александровские ворота».
В 1869 году крепость посетил художник-маринист И. К. Айвазовский. Под впечатлением поездки им было написано несколько картин, одна из них — «Алхан-Юрт».

## Крепость в мирное время
Грозная в дальнейшем утратила стратегическое назначение и 30 декабря 1869 года указом сената была переименована в город Грозный.
В 1910 году крепость, за ненужностью, была передана военным ведомством городским властям, в том же году атаман Терской области применил крепостные казармы под грозненскую областную тюрьму.

## Коменданты крепости
| № | Имя                                              | Период            | Должность                                                           |
| - | ------------------------------------------------ | ----------------- | ------------------------------------------------------------------- |
| 1 | Генерал-майор Греков, Николай Васильевич         | 1818-1825         | первый комендант крепости, начальник левого фланга Кавказской линии |
| 2 | Полковник Сорочан, Терентий Варламович           | 1825-1827         | комендант крепости, командующий Левым флангом Кавказской линии      |
| 3 | Генерал-майор Энгельгардт, Валериан Фёдорович    | 1827-1830         | комендант крепости, командующий Левым флангом Кавказской линии      |
| 4 | Генерал-майор Розен, Александр Григорьевич       | 1830-1834(1835)   | комендант крепости, командующий Левым флангом Кавказской линии      |
| 5 | Генерал-майор Пулло, Александр Павлович          | 1834(1835) — 1840 | комендант крепости, командующий Левым флангом Кавказской линии      |
| 6 | Генерал-майор Гржегоржевский, Викентий Антонович | После 1840        | комендант крепости, командующий Левым флангом Кавказской линии      |
| 7 | Майор Фон Кульман, Феногин Самойлович            | 1850              | Воинский начальник крепости                                         |
| 8 | Генерал-майор Барятинский, Александр Иванович    | 1852              | командующий Левым флангом Кавказской линии                          |

## Грозная в искусстве

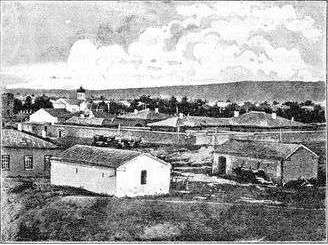
Крепость Грозная (конца 1840 х начала 1850 х гг.) В центральной части рисунка хорошо видны каменные стены крепости.

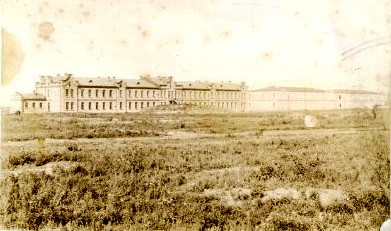
Казармы Куринского полка в Грозном. XIX век.

- В 1832 году поэт Александр Полежаев в своей поэме «Эрпели» повествует о крепости Грозной[17].
- В повести Льва Толстого «Кавказский пленник» события происходят возле крепости Грозной.
- В одной из маршевых песен Куринского 79-го пехотного полка упоминается крепость Грозная[18].
- В 1859 году в своём путевом очерке «Кавказ» крепость Грозную несколько раз упоминает Александр Дюма[19].
- В повести Льва Толстого «Хаджи-Мурат» главный герой некоторое время живёт в крепости Грозной[20].
- Военные историки А. Л. Зиссерман и М. Я. Ольшевский в своих трудах по истории Кавказской войны описывают крепость Грозную.